# Шуа, Ана Мария
Ана Мария Шуа (исп. Ana María Shua, настоящее имя Ana María Schoua; род. 22 апреля 1951, Буэнос-Айрес) — аргентинская писательница, поэтесса, сценаристка, автор книг для детей.

## Биография
Из семьи иудео-арабского происхождения. Окончила Университет Буэнос-Айреса, с 1973 г. преподавала там же на филологическом факультете. В 1976—1977 гг. проживала с мужем во Франции, сотрудничая с испанским журналом Cambio 16. Вернувшись на родину, обратилась преимущественно к прозе; критика особенно выделяет её работу с малой прозой — микроновеллами длиной в несколько строк.

## Личная жизнь
В 1975 году вышла замуж за фотографа Сильвио Фабриканта. У супругов трое детей: Габриэла, Вера и Палома.

## Сочинения

### Стихи
- 1967 — El sol y yo, Buenos Aires, издание автора (премия Национального фонда искусств, Почетный пояс Аргентинского союза писателей)

### Романы
- 1980 — Soy paciente, Losada, Buenos Aires (переизд. 1996, премия издательства Лосада; экранизирован 1986)
- 1984 — Los amores de Laurita, Sudamericana, Buenos Aires (переизд. 2006; экранизирован 1986)
- 1994 — El libro de los recuerdos, Sudamericana, Buenos Aires
- 1997 — La muerte como efecto secundario, Sudamericana. Buenos Aires (Первая премия г. Буэнос-Айрес)
- 2007 — El peso de la tentación, Emecé Editores, Buenos Aires
- 2016 — Hija, Emecé Editores, Buenos Aire
- 2017 — Una y mil noches de Sherezada, Ciudad de Mexico, Mexico

### Рассказы
- 1981 — Los días de pesca, Ediciones Corregidor, Buenos Aires
- 1988 — Viajando se conoce gente, Sudamericana, Buenos Aires
- 2002 — Como una buena madre, Sudamericana, Buenos Aires
- 2009 — Que tengas una vida interesante, Emecé, Buenos Aires (полное собрание рассказов)

### Микроновеллы
- 1984 — La sueñera, Minotauro, Buenos Aires (переизд. 2006)
- 1992 — Casa de geishas, Sudamericana, Buenos Aires
- 2000 — Botánica del caos, Sudamericana, Buenos Aires
- 2004 — Temporada de fantasmas, Páginas de Espuma, Madrid
- 2009 — Cazadores de letras, Páginas de Espuma, Madrid (свод 4-х предыдущих книг)
- 2011 — Fenómenos de circo, Páginas de Espuma, Madrid y Emecé, Buenos Aires

### Эссе
- 2003 — Libros prohibidos, Sudamericana, Buenos Aires

### Сценарии
- 1992 — ¿Dónde estás, amor de mi vida, que no te puedo encontrar?
- 1986 — Los amores de Laurita
- 1986 — Soy paciente

## Признание
Премия Конекс (2004). Книги переведены на английский, французский, немецкий, итальянский, португальский, голландский, шведский, польский, корейский, японский языки.